# Klin (Babia Góra)

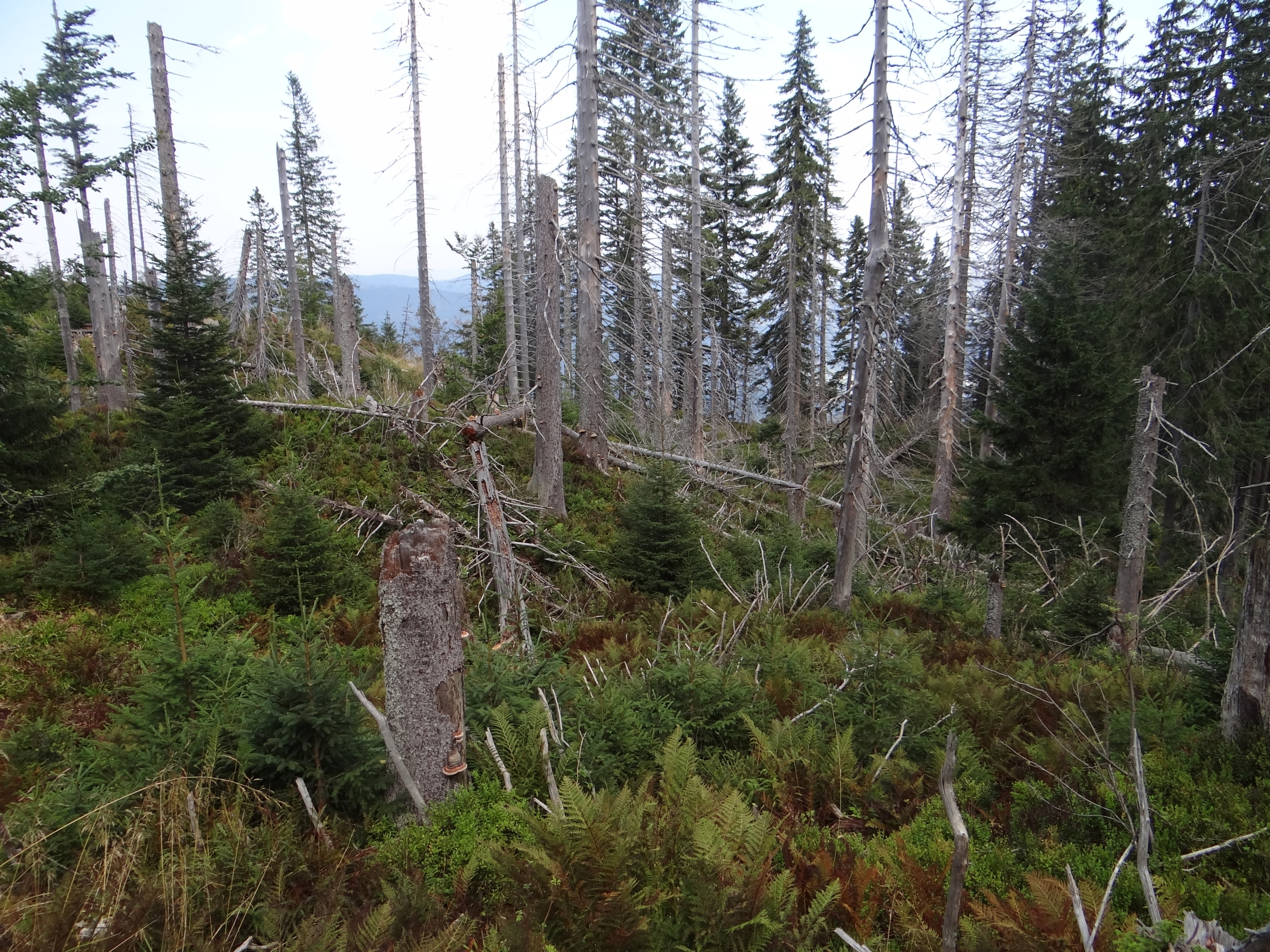
Uschnięty las na Klinie

Klin – miejsce na północnych stokach Małej Babiej Góry w Beskidzie Żywiecko-Orawskim. Znajduje się przy szlaku turystycznym prowadzącym od schroniska PTTK na Markowych Szczawinach do rozdroża Żywieckie Rozstaje. Jest to zachodni odcinek Górnego Płaju, razem z nim biegnie na tym odcinku żółty szlak z Zawoi – Czatoży. Szlaki te przekraczają tutaj niewielki grzbiecik opadający z Małej Babiej Góry, obchodząc go klinem. Świerkowy las na tym grzbiecie, zarówno ponad szlakiem, jak i pod szlakiem jest uschnięty. Nie jest to jednak skutek działalności człowieka, lecz znajdującego się zaraz po zachodniej stronie Klina wielkiego osuwiska zwanego Zerwą Cylową, które spowodowało zmianę stosunków wodnych w tym rejonie (osuszenie terenu). Dawniej płynął tędy dość obfity Marków Potok (Klinowy Potok), który zanikł po powstaniu osuwiska. Obecnie stopniowo odradza się, ale w postaci kilku niewielkich cieków wodnych.
Klin znajduje się w Babiogórskim Parku Narodowym, w granicach wsi Zawoja, w województwie małopolskim, w powiecie suskim, w gminie Zawoja.
Szlaki turystyczne
 Schronisko PTTK na Markowych Szczawinach – Klin – Fickowe Rozstaje – Czarna Hala – Żywieckie Rozstaje
 – Zawoja – Czatoża – Fickowe Rozstaje – Klin – schronisko PTTK na Markowych Szczawinach. Czas przejścia 2:20 h, 2 h